# Пруденс
Пруденс (англ. Prudence Island) — третий по площади остров в заливе Наррагансетт.
Остров расположен в центре залива, административно относится к муниципалитету города Портсмут округа Ньюпорт.
На территории 14,43 км² проживает 88 человек (2000). С Бристолем остров связан паромной переправой.
Часть Пруденса, острова Хоуп и Патьенс с прилегающими водами залива образуют охраняемую морскую зону.
Расположенная на острове ферма Фарнхэма является национальным историческим местом.